# Горонтало (мова)
Мова гулонтало або горонтало (самоназва: Bahasa Hulontalo; індонез. Bahasa Gorontalo) — австронезійська мова, яка розповсюджена серед народу горонтало на Північному Сулавесі, в провінції Горонтало.
За даними Ethnologue, кількість носіїв цієї мови складало 900 тис. осіб в 1989 році.
Мова Гулонтало передається латинською абеткою.

## Діалекти
Дана мова є рідною для однойменного народу.
Виділяють наступні діалекти: східна горонтало, діалект міста Горонтало, діалект Сувави, діалект Тіламути та західна горонтало.

## Фонологія
|            | губно-губні приголосні | ясенні приголосні | постальвеолярні | середньопіднебінні приголосні | задньоязикові приголосні | гортанні приголосні |
| ---------- | ---------------------- | ----------------- | --------------- | ----------------------------- | ------------------------ | ------------------- |
| назальні   | m                      | n                 |                 | ɲ                             | ŋ                        |                     |
| абруптіви  | pb                     | td                | d̠               | c ɟ                           | k ɡ                      | ʔ                   |
| імплозійні | ɓ                      | ɗ                 |                 |                               |                          |                     |
| сонантні   | w                      | lr                |                 | j                             |                          | h                   |